# Latający kufer
Latający kufer (duń. Den flyvende Kuffert) – baśń literacka autorstwa Hansa Christiana Andersena, wydana po raz pierwszy w 1839 roku.

## Publikacja
Andersen prawdopodobnie napisał Latający kufer, czerpiąc inspirację z baśni orientalnych, szczególnie z „Historii Maleka i księżniczki Shirin” z kolekcji Księgi tysiąca i jednej nocy. Opowieść ta opowiada o młodym mężczyźnie, który otrzymuje latającą maszynę, co przypomina motyw latającej skrzyni w baśni Andersena. Główny bohater jest opowiadaczem baśni, jedną nawet przygotowuje na piśmie, co kojarzy się z zajęciem Andersena. Jak pisarz czuje się osamotniony, odbywa podróże oraz przeżywa niespełnioną miłość.
Latający kufer został opublikowany przez wydawnictwo C.A. Reitzel w Kopenhadze 19 października 1839 roku w zbiorze baśni „Bajki opowiedziane dla dzieci. Nowa kolekcja. Druga broszura. 1839” (duń. Eventyr, fortalte for Børn. Ny Samling. Andet Hefte. 1839) wraz z Rajskim ogrodem i Bocianami.

## Fabuła
Młody mężczyzna, opowiadacz baśni, który roztrwonił swoją fortunę, otrzymuje od przyjaciela kufer. Skrzynia ma zdolność latania i zabiera go do Turcji. Mając na nogach tylko pantofle, nie wyróżnia się w miejskim tłumie, bo Turcy chodzą w pantoflach po ulicy. Tymczasem w pałacu mieszka królewna, która jest niedostępna, bo boi się spotkania z narzeczonym, mającym ją unieszczęśliwić. Młodzieniec wsiada do kufra i leci do królewny. Dziewczyna jest bardzo piękna. Chłopak mówi o sobie, że jest tureckim bogiem, zawiązują znajomość, a nawet zaręczają się. Młody musi przyjść w sobotę na spotkanie z rodzicami przy herbacie i opowiedzieć bajkę spełniającą ich oczekiwania. Otrzymuje od narzeczonej zdobną szablę wysadzaną złotymi monetami. Kupuje nowe ubranie, pisze bajkę i wraca na herbatę z królem i królową. Opowiada bajkę o paczce zapałek i różnych sprzętach przekomarzających się ze sobą w kuchni. Król i królowa akceptują opowiadacza jako przyszłego zięcia i wyznaczają datę ślubu. Trwają przygotowania do uroczystości. Mieszkańcy miasta świętują na ulicach. Opowiadacz kupuje wielką liczbę sztucznych ogni i postanawia urządzić pokaz, rzucając je z latającego kufra. Po wylądowaniu w lesie kufer zapala się od tlącej iskry i płonie. Młodzieniec nie może już udawać tureckiego boga i wrócić do swej narzeczonej. Rozpoczyna wędrówkę po świecie, opowiadając bajki, by zarobić na swe utrzymanie. Królewna zaś do dzisiaj za nim wygląda.